# Charlie LaVere
Charlie LaVere, auch Charles und La Vere, (* als Charles LaVere Johnson 18. Juli 1910 in Salina (Kansas); † 28. April 1983 in Ramona (Kalifornien)) war ein US-amerikanischer Jazzmusiker (Trompete, Posaune, Altsaxophon, Klavier, Gesang u. a.) und Bandleader des Swing und Dixieland.

## Leben
LaVere spielte zuerst mit seinem Cousin als Dan and Stan und ging dann nach Oklahoma City, wo er Altsaxophon bei den Oklahoma Joy Boys von Herb Cook und den Oklahomans von Frank Williams, mit denen er nach New York City kam. 1929 spielte er mit Etzi Covato in Pittsburgh. 1930 bis 1932 war er wieder in Oklahoma City, wo er in eigenen Bands und verschiedenen anderen Bands wie der von Johnny Dorchester spielte (als Posaunist). Er tourte mit Marshall Van Pool und war 1931 mit dem Orchester von Sam Robbins auf den Bermudas. 1932 ging er nach Chicago, wo er mit eigenen Bands spielte und mit Jack Teagarden (1933) und mit Wingy Manone aufnahm. 1934 spielte er bei Joe Marsala und tourte Texas und den Mittleren Westen mit Eddie Neibauer und Dell Coon. 1935 nahm er unter eigenem Namen mit einer All Star Band auf (mit Jabbo Smith, Preston Jackson, Joe Marsala, Boyce Brown, Jess Stacy, Zutty Singleton), darunter wahrscheinlich die erste Aufnahme eines gesungenen Blues mit Musikern verschiedenen ethnischen Hintergrunds. 1935 bis 1937 spielte er im Radio bei Rico Marcelli (als Pianist), spielte in der Band von Joe Sanders Trompete und Klavier mit der Band von Henry Busse. 1937 ging er wieder nach New York und spielte mit Paul Whiteman und Jack und Charlie Teagarden.
1938 ging er nach Los Angeles, wo er mit Frank Trumbauer spielte und in den Studios arbeitete, aber auch regelmäßig Sänger und Schauspieler wie Bob Hope und insbesondere Bing Crosby (bis etwa 1947) begleitete.
1944 bis 1950 leitete er seine eigene Band LaVere´s Chicago Loopers, mit denen er auch auf dem Dixieland Jubilee 1949 spielte. Dort trat er auch regelmäßig mit seinem Sextet from Hunger auf.
1948 hat er einen großen Hit mit Maybe you´ll be there mit Gordon Jenkins.
1950 nahm er mit Billie Holiday auf und 1951 mit Louis Armstrong. In den 1950er Jahren arbeitete er regelmäßig in Disneyland. 1959/60 tourte er als Begleiter von George Burns. 1960/61 hatte er ein eigenes Quintett mit Deane Kincaid in New York. 1961 zog er nach Las Vegas und organisierte 1961/62 Bob Crosby´s Bobcats neu und spielte u. a. 1963 mit Wingy Manone. 1963 zog er nach Südkalifornien und spielte unter anderem auf Kreuzfahrten (Klavier, Akkordeon). 1967 war er nochmals in Las Vegas als Pianist und Arrangeur und arbeitete danach in Südkalifornien (Raum Los Angeles) als Leiter eines eigenen Serviceunternehmens für Klavierreparatur und Klavierstimmen. Er trat aber noch gelegentlich auf.